# Willard E. Pugh
Willard Earl Pugh (Memphis, 16 giugno 1959) è un attore statunitense.
Ha iniziato la sua carriera agli inizi degli anni ottanta ed è principalmente noto per aver interpretato Harpo ne Il colore viola con Whoopi Goldberg e il sindaco Kuzak in RoboCop 2.

## Filmografia parziale
- Divided we fall, regia di Jeff Burr (1982)
- Le colline hanno gli occhi II (The hills have eyes part 2), regia di Wes Craven (1984)
- Scuola di eroi (Toy Soldiers), regia di David Andrew Fisher (1984)
- Scuola guida (Moving Violations), regia di Neal Israel (1985)
- Stand Alone, regia di Alan Beattie (1985)
- Il colore viola (The Color Purple), regia di Steven Spielberg (1985)
- Blue City, regia di Michelle Manning (1986)
- Paura (Native Son), regia di Jerrold Freedman (1986)
- Donne amazzoni sulla Luna (Amazon Women on the Moon), regia di John Landis (1987)
- Traxx, regia di Jerome Gary (1988)
- RoboCop 2, regia di Irvin Kershner (1990)
- Guyver, regia di Screaming Mad George e Steve Wang (1991)
- Rabbia ad Harlem (A Rage in Harlem), regia di Bill Duke (1991)
- Ambition, regia di Scott D. Goldstein (1991)
- Pretty Hattie's Baby, regia di Ivan Passer (1991)
- Eddie Presley, regia di Jeff Burr (1992)
- CB4, regia di Tamra Davis (1993)
- Giocattoli assassini - Scontro finale (Puppet Master 5: The Final Chapter), regia di Jeff Burr (1994)
- Under the Hula Moon, regia di Jeff Celentano (1995)
- Air Force One, regia di Wolfgang Petersen (1997)
- Spoiler, regia di Jeff Burr (1998)
- Progeny - Il figlio degli alieni (Progeny), regia di Brian Yuzna (1998)
- High Freakquency, regia di Tony Singletary (1998)
- Up Against Amanda, regia di Michael Rissi (2000)
- Today's Life, regia di Noah Kadner (2000)
- The Big Leaf Tobacco Company, regia di Allan Rich (2001)
- Mil Mascaras vs. la mummia azteca,(Mil Mascaras vs. the Aztec Mummy), regia di Jeff Burr (2007)
- Kings of the Evening, regia di Andrew P.Jones (2008)
- Loved Ones, (2008)
- Making Change, regia di Wesley Wittkamper (2012)
- McTaggart's Fortune, regia di Gary Ambrosia (2014)

## Doppiatori italiani
Nelle versioni in italiano delle opere in cui ha recitato, Willard E. Pugh è stato doppiato da:
- Gianni Bersanetti ne Il colore viola
- Nino Prester in RoboCop 2
- Angelo Maggi in Rabbia ad Harlem
- Simone Mori in Air Force One